# The Key of the World
The Key of the World er en britisk stumfilm fra 1918 af J.L.V. Leigh.

## Medvirkende
- Eileen Molyneux som Honesty Vethick
- Heather Thatcher som Dina Destin
- Eric Harrison som Garth Berry
- Pat Somerset som Evelyn Carew
- Lionel d'Aragon som Liston Crawley